# Rhacochelifer nubicus
Espèce
Rhacochelifer nubicus est une espèce de pseudoscorpions de la famille des Cheliferidae.

## Distribution
Cette espèce est endémique du Soudan. Elle se rencontre vers Wadi Halfa.

## Étymologie
Son nom d'espèce lui a été donné en référence au lieu de sa découverte, la Nubie.

## Publication originale
- Beier, 1962 : Ergebnisse der Zoologischen Nubien-Expedition 1962. Teil III. Pseudoscorpionidea. Annalen des Naturhistorischen Museums in Wien, vol. 65, p. 297-303.